# Matěj Burian
Matěj Burian (* 25. června 2000 Brno) je český reprezentant ve sportovním lezení, vicemistr ČR, juniorský mistr Evropy a juniorský mistr ČR v lezení na rychlost. V celkovém hodnocení Evropského poháru juniorů získal dvakrát bronz. Ve světovém žebříčku se umístil na druhém místě.
V lezení na rychlost závodí také jeho starší bratr Petr Burian (mistr ČR).

## Výkony a ocenění
- 2015: jako první z českých lezců vyhrál MEJ v lezení na rychlost i vůbec, závodil v kategorii B

## Závodní výsledky
| Mistrovství světa | Mistrovství světa |
| Rok               | 2016              |
| ----------------- | ----------------- |
| Rychlost          | 29                |

| Mistrovství ČR | Mistrovství ČR |
| Rok            | 2016           |
| -------------- | -------------- |
| Rychlost       | 2              |

| Mistrovství světa juniorů | Mistrovství světa juniorů |
| Rok                       | 2015 kat. B               |
| ------------------------- | ------------------------- |
| Rychlost                  | 6                         |

| Mistrovství Evropy juniorů | Mistrovství Evropy juniorů | Mistrovství Evropy juniorů | Mistrovství Evropy juniorů |
| Rok                        | 2014 kat. B                | 2015 kat. B                | 2016 kat. A                |
| -------------------------- | -------------------------- | -------------------------- | -------------------------- |
| Rychlost                   | 10                         | 1                          | 12                         |

| Evropský pohár juniorů (nalevo jsou poslední závody v roce) | Evropský pohár juniorů (nalevo jsou poslední závody v roce) | Evropský pohár juniorů (nalevo jsou poslední závody v roce) | Evropský pohár juniorů (nalevo jsou poslední závody v roce) |
| Rok                                                         | 2014 kat. B                                                 | 2015 kat. B                                                 | 2016 kat. A                                                 |
| ----------------------------------------------------------- | ----------------------------------------------------------- | ----------------------------------------------------------- | ----------------------------------------------------------- |
| Rychlost                                                    | 3                                                           | 3                                                           | 4                                                           |
| jednotlivě (2/0/1)                                          | 6,,10                                                       | 8,,7                                                        | ,12,4                                                       |

| Mistrovství ČR mládeže | Mistrovství ČR mládeže |
| Rok                    | 2015 kat. B            |
| ---------------------- | ---------------------- |
| Rychlost               | 1                      |